# Ulążki
Ulążki – osada leśna w Polsce położona w województwie warmińsko-mazurskim, w powiecie szczycieńskim, w gminie Szczytno, w sołectwie Dębówko.
W latach 1975–1998 miejscowość administracyjnie należała do województwa olsztyńskiego. Do 1938 r. miejscowość nazywała się Forsthaus Ulonsk. Po 1938 r. nadawano jej nazwy Kleinrehbruch i F. Kleinrehbruch. Obecną nazwę wieś otrzymała w 1945 roku.